# Kurt Moll
Kurt Moll (Buir, Colònia, Alemanya, 11 d'abril, de 1938- Colònia, 5 de març de 2017) fou un cantant de la corda de baixos.
Va estudiar a la Hochschule für Musik de Colònia, i amplià estudis amb Emmy Müller. Va debutar a Aquisgrà, el 1961, on va estar contractat fins al 1963. Després passà a Magúncia i Wuppertal, i amplià el seu repertori segons les necessitats dels teatres on cantava. El 1967 i 1968, cantà petits papers en el Festival de Bayreuth.
El 1970 va passar a la Staatsoper Hamburg, amb la que assolí una talla internacional que li obrí les portes dels teatres de Múnic i Viena, on debutà l'octubre de 1972 i on fins ara ha intervingut en més de 150 funcions, d'entre les quals ha interpretat més d'una trentena de vegades al rol de baró Ochs de El cavaller de la rosa, de Richard Strauss, una de les seves especialitats. El seu repertori inclou també diversos papers de baix wagnerià, des del Pogner de Die Meistersinger von Nürnberg fins al rei Marke de Tristan und Isolde, rols que cantà a Bayreuth en els anys seixanta.

## El Liceu
També és famosa la seva interpretació de l'Osmin de El rapte del serrall, de Mozart, que ha cantat en molts teatres, entre ells el Liceu de Barcelona el 1984. A Madrid cantà el 1974 en el Teatro de la Zarzuela el paper de Der fliegende Holländer i el 1986, el de Hunding en una funció de Die Walküre.

## Discografia seleccionada
- J. S. Bach: Cantates n. 10 i 76 amb Bachorchester München, dirigida per Ritcher
- Beethoven: Missa solemnis, Schwarz, Moser, Kollo amb la Concertgebouw Orkest, dirigida per Leonard Bernstein
- Haydn: La Creació, Döse, Luxon, Hollweg, Popp amb la Royal Philarmonic Orchestra, dirigits per Antal Dorati
- Mozart: El rapte del serrallo amb Augér, Grist, Schreier, Neukirch amb la Leipziger Rundfunkchorchester Staatskapelle Dresden. dirigida per Böhm
- Mozart La flauta màgica, Schreier, Price, Melbye, Serra, Adam Tear amb la Leipziger Rundfunkchorchester Staatskapelle Dresden dirigida per sir Colin Davis
- Wagner: Die Meistersinger von Nürnberg amb Weikl, Studer, Lorenz, van der Walt, Ketelsen, Kalisch; amb la Bayerisches Staatsoper Orchester dirigits per Sawallisch
- Wagner: Parsifal amb Hofmann, Vejzovic, van Dam, Nimsgern, Schwarz i la Berliner Philarmoniker dirigits per Herbert von Karajan
- Wagner: Tannhäuser amb König, Popp, Meier, Weikl, Jerusalem, Grönroos amb la Bayerisches Rundfunkorchester dirigits per Bernard Haitink